# 富賀神社
富賀神社（とがじんじゃ）は、東京都三宅村にある神社。式内社で、旧社格は郷社。
三宅島の総鎮守で、島の南西端に立つ富賀山に鎮座する。

## 社名について
社名「富賀（とが）」は、「戸ヶ」すなわち「雄山（三宅島中央の火山）の入口の」の意とされる。ただし、かつては「ふが」と発音したとする説もある。
また、富賀神社は『日本文徳天皇実録』や『延喜式』神名帳に見える「阿米都和気命神社（あめつわけのみことじんじゃ）/阿米都気命神社（あめつけのみことじんじゃ）」に比定されるが、この名もまた「あめつちわけ = 天地分」すなわち天と地を分ける「峰」の神格化を意味するとされる。

## 祭神
祭神は次の3柱。
- 事代主命 （ことしろぬしのみこと）
三嶋大明神。大国主命の御子神。静岡県三島市の三嶋大社（伊豆国一宮）祭神。
- 伊古奈比咩命 （いこなひめのみこと）
東国（とこ）大明神。事代主命の后神。静岡県下田市の伊古奈比咩命神社祭神。
- 阿米都和気命 （あめつわけのみこと）
富賀大明神。事代主命・伊古奈比咩命の御子神。

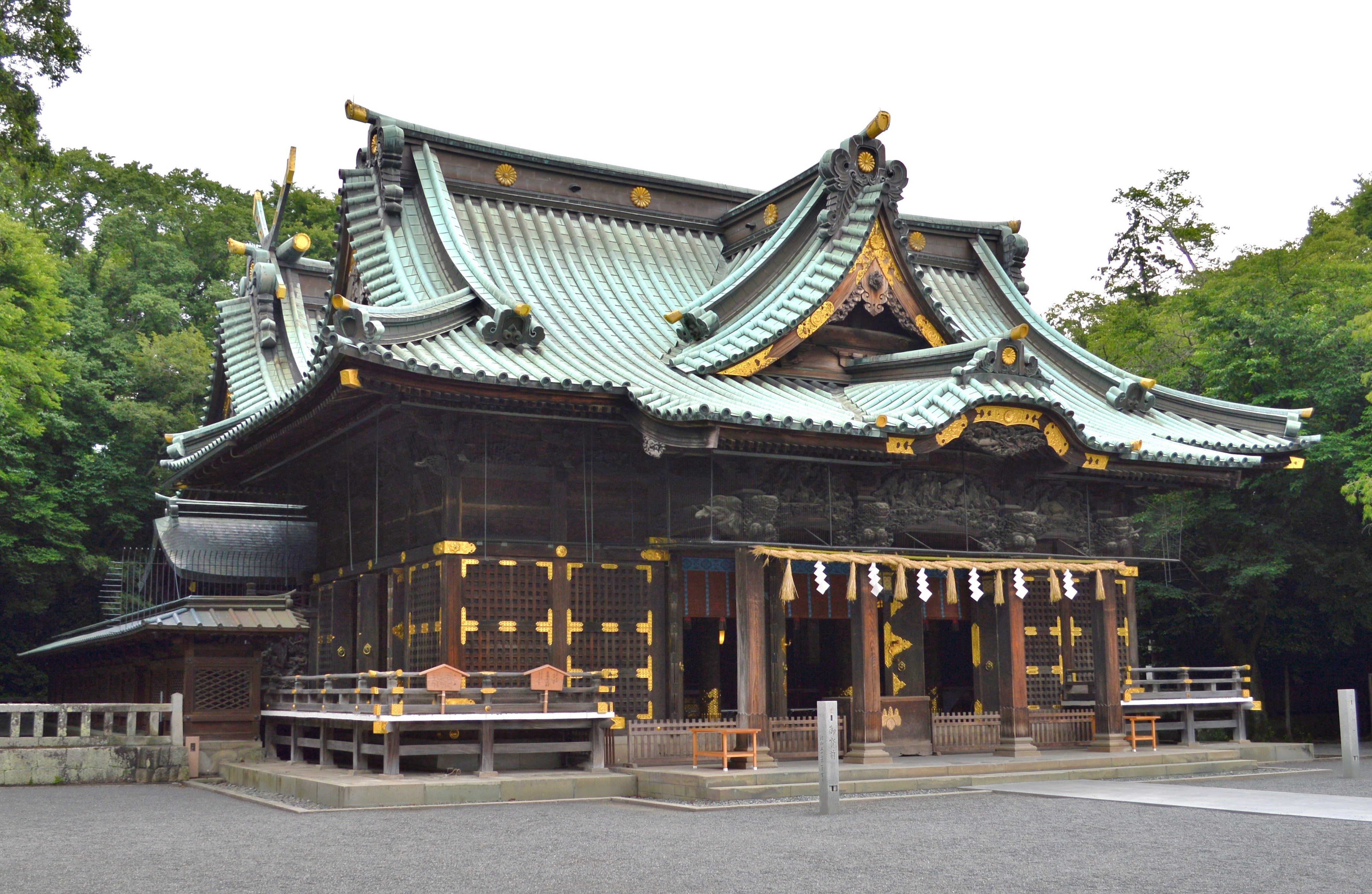
三嶋大社（静岡県三島市）三嶋神を主祭神に祀る。

三嶋神・伊古奈比咩命の2柱は、江戸時代に富賀神社に勧請されたという。現在三嶋神が事代主命と同一視されるのは、明治6年（1873年）に三嶋大社祭神が事代主命に改められたことによるが、その後当の三嶋大社側での祭神は大山祇命と事代主命の2柱に改められている。また、伊古奈比咩命が「東国大明神」と称されるのは、「とこ = 当后」の意とされる。

### 阿米都和気命について
『延喜式』（平安時代中期）所載の社名「阿米都（和）気命神社」に見えるように、元々の富賀神社は阿米都和気命を祀る神社とされる。しかし、祭神の阿米都和気命に関する詳細は明らかではなく次の諸説がある。
一説では、『三宅記』（鎌倉時代末期）で三嶋神が三宅島に置いた后として「天地今宮后」の神名が見えることから、これが「天地分宮后」の誤写であるとして阿米都和気命を意味するという説がある。
一方「天地今宮后」は伊古奈比咩命を指すとして、その子が「天地今宮」すなわち阿米都和気命であったため「天地今宮后」と名付けられたとする説もある。富賀神社では古来神事の際には「一大社、あめつち今宮、今后」と唱えるといい、これは三嶋神、阿米都和気命、伊古奈比咩命を指すという。ただし、『三宅記』の記す天地今宮后の子は「あんねい（飯王子）」「まんねい（酒王子）」の2王子であり、「あめつち今宮」の名は見えないことからこの説は疑問視もされている。
上記諸説はあるが、現在の富賀神社では阿米都和気命は伊古奈比咩命の子とされている。

## 歴史

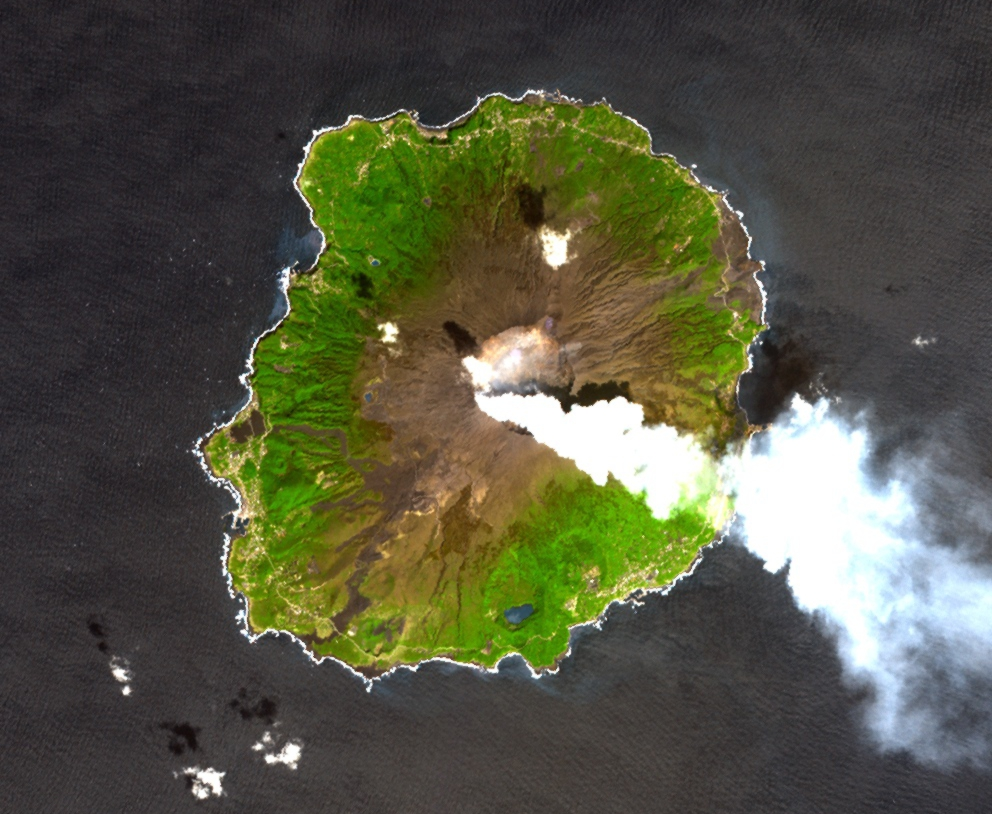
三宅島

### 創建
創建は不詳。社伝では、事代主命（三嶋神）は父の大国主命とともに出雲国から紀伊国に渡り、さらに三宅島へと渡った。そして漁業・農業を伝え、島の基盤を築いたという。また、伊賀牟比売命が大蛇に追われてこの島に至った際には、事代主命の命によってその大蛇が退治されたという。静岡県三島市の三嶋神（三嶋大社祭神）は伊豆諸島、特に三宅島で創祀されたという伝承が『三宅記』を始めとして古くよりあり、当社を三嶋神発祥地とする説もある。
三宅島の島名の由来を「御焼島」とする説があるように、三宅島の成り立ちは噴火と関係が深く、その噴火を神の仕業として奉斎したのが富賀神社の創祀と推測されている。一説に、富賀神社は元は雄山8合目の富賀平に鎮座したという。しかし噴火により社殿を焼失したため、錆ヶ浜の二島ヶ山（にとがやま、新富賀山/二富賀山）の荒島神社（北緯34度4分14.27秒 東経139度28分53.28秒 / 北緯34.0706306度 東経139.4814667度）の地に遷座、その後さらに現在地に遷ったという。以上の伝の真偽は明らかでないが、古墳時代の曲玉等が現社地から出土していることから、当地でも古くから遥拝所として祭祀が行われていたと考えられている。

### 概史
国史では、『日本文徳天皇実録』において嘉祥3年（850年）に「阿米都和気命」が従五位下の神階に叙され、仁寿2年（852年）に同神は従五位上に昇った。延長5年（927年）成立の『延喜式』神名帳では伊豆国賀茂郡に「阿米都気命神社」と記載され、式内社に列している。三宅島には式内社が12社あるが、富賀神社はその中でも中核を為す存在である。
鎌倉時代末期とされる『三宅記』によると、三嶋神は伊豆の島々を造ったのち各島に后を置くこととし、三宅島には「天地今宮の后」を置いたという。その後、三嶋神は箱根の翁媼から3女をもらい受けて三宅島に置いたという。その神々は、ゐがいの后（伊ヶ谷の后神社）、二宮御前（坪田の二宮神社）、八王子の母御前（神着の御笏神社）であるという。
中世の変遷は明らかではないが、本殿内陣の鎌倉時代・室町時代の和鏡や、鎌倉時代末期と見られる懸仏が伝わっている。その後の歴史は次の通り。
- 宝暦9年（1759年）5月、社殿修復。
- 安永元年（1772年）、社殿焼失。
- 安永5年（1776年）2月、社殿再興。
- 文政2年（1819年）6月、社殿修復。
- 天保6年（1835年）、社殿修復。
- 嘉永2年（1849年）12月、御籠堂（参籠堂）修復。
- 嘉永3年（1850年）、摂社4社を再興。
- 文久2年（1862年）4月、神輿修理。
- 1874年（明治7年）5月、近代社格制度において郷社に列格。
- 2007年（平成19年）、社殿修復[12]。

### 神階
- 嘉祥3年（850年）6月4日、従五位下 （『日本文徳天皇実録』）[原 1] - 表記は「阿米都和気命」。
- 仁寿2年（852年）12月15日、従五位上 （『日本文徳天皇実録』）[原 2] - 表記は「阿米都和気命神」。
- 斉衡元年（854年）6月26日、従五位上 （『日本文徳天皇実録』）[原 3] - 表記は「阿米都和気命神」。仁寿2年の記事と内容は重複[注 2]。

### 神職
富賀神社の神主は、代々壬生氏が世襲する。『三宅記』には三嶋神の初代奉斎者として壬生御館（みぶのみたち）の名が見えるが、壬生氏はこの御館の後裔とされる。江戸時代以前の壬生氏は神主であるとともに、島政においても重要な地位にあった（類例に新島の前田氏、御蔵島の栗本氏がある）。

## 境内
- 本殿 - 三間社流造、銅板葺。拝殿から100段ほどある石段の上に鎮座する[14]。
- 拝殿 - 間口三間、奥行二間三尺、入母屋造。背面には一間に一間の幣殿を付す[14]。
- 額堂 - 間口三間、奥行二間[14]。

明治以前は境内に経堂が存在した。

## 摂末社
境内社は次の4摂社。通称「四社の宮」。若宮・剣宮・見目宮3社の元宮は、荒島神社（本社旧鎮座地）を囲む側火山に位置する。
若宮
- 祭神：物忌奈命（ものいみなのみこと）

「わかみや」。祭神は『三宅記』に見える三嶋神の眷属神で、男神。元宮は若宮神社（北緯34度3分40.04秒 東経139度29分1.35秒 / 北緯34.0611222度 東経139.4837083度）。若宮神社説明板では、祭神を物忌奈命とする。『三宅記』では若宮・剣・見目の3神は天児屋根命の子とするが、明細帳では事代主命の子とする。
剣宮
- 祭神：不明

「つるぎのみや」。祭神は、若宮同様に三嶋神の眷属神で、男神。元宮は錆ヶ浜の差出神社（さしでじんじゃ、北緯34度4分2.85秒 東経139度28分57.55秒）。差出神社説明板では、祭神を剣の神（つるぎのかみ）として、物忌奈命の弟神とする。『三宅記』記載の大蛇退治の際、最初に退治したのがこの剣の神で、その時使用したのが富賀神社に伝わる「蛇切りの太刀」であるという。また「錆ヶ浜」の地名は刀の錆を落としたからとも、「剣」とは細長い溶岩流を指すともいう。
見目宮
- 祭神：不明

「みめのみや」。祭神は、若宮同様に三嶋神の眷属神で、女神。元宮は火戸寄神社（ほどりじんじゃ、北緯34度4分25.73秒 東経139度28分54.71秒）。火戸寄神社説明板では、祭神を男神の迦具突智神（かぐつちのかみ）とする。迦具突智神は剣を創造する神で、大蛇退治の際に神剣を引き伸ばして作ったという。また、三宅島では噴火の噴気孔を「ほど」ということから、火戸寄神社はコシキ山噴火口を祀る神社ともいわれる。
壬生宮
- 祭神：壬生御館（みぶのみたち）

「みぶのみや」。祭神は『三宅記』に見える三嶋神初代奉斎者で、壬生家の始祖。

## 祭事
現在の例祭は8月4日で、2年に1度、4日から9日にかけて巡り神輿が行われる。この巡り神輿は1883年（明治16年）に整えられたもので、かつては11月中の酉の日に行われた。神事では、三宅島の阿古・伊ヶ谷・伊豆・神着・坪田の旧5村を各1泊しながら時計回りに1周する。この祭事は、「富賀神社の巡り神輿」として東京都指定無形民俗文化財に指定されている。
戦前は、毎月1日・15日に「御太刀さま」として大蛇退治の宝剣の島巡りが行われたという。

## 文化財

### 東京都指定無形民俗文化財
- 富賀神社の巡り神輿 - 平成24年3月21日指定[17]。

### その他
本殿は三間に分かれており、各内陣には次のものが納められているという。
- 三嶋大明神 - 懸仏（薬師如来坐像）、刀剣3口。刀剣は大蛇を退治したときのものという。
- 東国明神 - 和鏡13面（完形品は4面）。
- 富賀明神 - 和鏡3面（完形品なし）、銅鉾断片。

和鏡は平安時代の作のものが多いが、鎌倉時代・江戸時代のものも散見される。
そのほか、富賀神社では『三宅記』はじめ『三宅島神明帳』『三宅島神社覚』『三宅島神社寸尺書上帳』『壬生家年中行事』等の文書を現代に伝えている。それらの多くは七島文庫に収められている。

## 現地情報
所在地
- 東京都三宅村阿古

交通アクセス
- 三宅村営バス「富賀神社前」バス停下車 （下車後徒歩約5分）